# Codex Climaci Rescriptus
Codex Climaci Rescriptus – rękopis zawierający dziewięć dzieł, z których siedem napisanych jest w języku syryjskim, a dwa po grecku. Greckie dzieła zawierają Stary i Nowy Testament. Przechowywany jest w Muzeum Biblii w Waszyngtonie. Tekst Nowego Testamentu jest wykorzystywany we współczesnych wydaniach greckiego Nowego Testamentu. Rękopis jest palimpsestem, górny tekst pisany jest w języku syryjskim i zawiera traktaty Jana Klimaka. Skryba, który sporządził ten rękopis, wykorzystał karty z ośmiu różnych rękopisów.

## Opis
Zachowało się 138 pergaminowych kart. Na 33 kartach znajduje się grecki tekst czterech Ewangelii, z licznymi lukami. Na 101 kartach zapisany jest tekst Starego Testamentu w palestyńskim dialekcie języka syryjskiego. Ponadto cztery inne karty zawierają rozmaite teksty syryjskie, są to: 1 karta zawiera tekst Ewangelii, 1 karta – Dzieje Apostolskie, 1 karta – lekcjonarz syryjski i jedna fragment syryjskiej homilii. 2 pergaminowych kart Transitus Mariae
Karty kodeksu mają rozmiar 23 na 18,5 cm, ułożone zostały w foliałach po osiem kart (in octavo). Liczba foliałów nie została ustalona przez badaczy. Nieznana jest też liczba utraconych kart. Część kart jest koloru żółtego, karty z tekstem Księgi Psalmów mają odcień zielony, część kart została odbarwiona przez chemikalia. Karty zawierają dziury i uszkodzenia powstałe w wyniku przechowywania w nieodpowiednich warunkach.
Tekst grecki jest pisany dwoma kolumnami na stronę, 15 linijkami w kolumnie. Kształty liter nie są regularne i nieco się zmieniają w różnych partiach rękopisu. Litery eta, theta, omikron i sigma są okrągłe; paleografowie zauważyli duże podobieństwo do Kodeksu 0106. Innym rękopisem o zbliżonym kształcie liter jest Kodeks 095, jakkolwiek litery w 095 są grubsze. Kształty liter są także podobne do początkowych kart Ewangelii Jana w Kodeksie Waszyngtońskim. Wszystkie trzy datowane są zwykle na VII wiek. Skryba rzadko stosował skróty i zwykle ograniczają się one do nomina sacra. W całym rękopisie nie ma nigdzie akcentów, przydechy są rzadko stosowane. Zawiera unikalne warianty gramatyczne.
Rękopis jest palimpsestem, górny tekst zawiera dwa traktaty  Jana Klimaka, Drabina do raju i Pouczenia dla pasterza, w języku syryjskim, pochodzące z IX wieku (są to przekłady greckiego).
Tekst Nowego Testamentu reprezentuje mieszaną tradycję tekstualną, z dużą ilością elementu  bizantyjskiego. Kurt Aland zaklasyfikował tekst rękopisu do kategorii III.
W Mateusza 8,12 przekazuje wariant ἐξελεύσονται (wyjdą) zamiast ἐκβληθήσονται (będą wyrzuceni). Wariant rękopisu 0250 jest wspierany tylko przez jeden grecki rękopis, Kodeks Synajski, a także przez łaciński Codex Bobiensis, syrc, s, p, pal, arm i Diatessaron.
W Mateusza 8,13 zawiera dodatek (patrz Łk 7,10): και υποστρεψας ο εκατονταρχος εις τον οικον αυτου εν αυτη τη ωρα ευρεν τον παιδα υγιαινοντα (a gdy setnik wrócił do domu, w tej godzinie znalazł sługę zdrowego). Wariant występuje w א, C (N), Θ, f1 (33, 1241), g1, syrh.
W Mateusza 27,35 zawiera dodatkowy tekst (pochodzący z J 19,24): Διεμερίσαντο τα ιματια μου εαυτοις, και επι τον ιματισμον μου εβαλον κληρον (podzielili moje szaty między sobą, a o moją suknię rzucali losy). Wariant jest wspierany przez Δ, Θ, f1, f13, 537, 1424.

## Historia
Rękopis bywał datowany różnorodnie. Według Agnes Smith Lewis C. Margoliouth i A.G. Ellis datowali go na wiek IX. Alphonse Mingana, mając do dyspozycji jedną tylko kartę, datował ją na wiek XI. Sama Lewis datowała dolny tekst grecki na wiek VIII, Alfred Rahlfs na wiek VIII datował tekst Psalmów (wg Moira zachodzi jednak obawa wzajemnej zależności). Gregory datował na wiek VIII. Ian A. Moir opowiedział się za wiekiem VII – ze względu na paleograficzne podobieństwo do kodeksu 0106, 095 i początku Ewangelii Jana z Kodeksu Waszyngtońskiego. Kurt Aland dał VIII wiek. INTF datuje rękopis na VII lub VIII wiek .
Nieznane jest miejsce powstania rękopisu. Agnes Smith Lewis sugerowała Egipt, Synaj i Palestynę. Mingana do wymienionych przez Lewis prawdopodobnych miejsc powstania dodał jeszcze Syrię. Wiadomo tylko, że był przechowywany na Synaju. Moir przypuszczał, że kodeks powstał w Cezarei.
Jedną kartę kodeksu nabyła Agnes Smith Lewis w Kairze w 1895 roku. W październiku 1905 roku 89 kart zostało przywiezionych do Europy przez bliżej nieznanego profesora z Berlina. Mógł nim być Hermann von Soden, dr Sachau, albo Karl Schmidt, bo każdy z nich często podróżował do Egiptu. W kwietniu 1906 roku 48 dalszych kart zostało nabytych w Suezie.
Na listę rękopisów Nowego Testamentu wciągnął go C.R. Gregory, który uznał go za lekcjonarz i dał mu siglum ℓ 1561. W 1956 roku Ian A. Moir dokonał transkrypcji greckiego tekstu NT (0250).
Na listę greckich rękopisów Nowego Testamentu wciągnął go Kurt Aland w 1963 roku, oznaczając go przy pomocy siglum 0250. Rękopis jest wykorzystywany w krytycznych wydaniach greckiego Nowego Testamentu, jakkolwiek w wydaniach Nestle-Alanda nigdy nie jest cytowany w tekście zasadniczym.
Rękopis przechowywany był w Westminster College w Cambridge (Cod. Climaci rescr.). Od roku 2010 jest przechowywany w Muzeum Biblii w Waszyngtonie (MOTB. MS. 000149. 1-.86) ; Mingana Collection; Santa Catarina Sinai